# Liste von Kraftwerken in Kolumbien
Die Kraftwerke in Kolumbien werden sowohl auf einer Karte als auch in Tabellen (mit Kennzahlen) dargestellt.

## Installierte Leistung und Jahreserzeugung
Im Jahre 2011 lag Kolumbien bzgl. der jährlichen Erzeugung mit 59,22 Mrd. kWh an Stelle 46 und bzgl. der installierten Leistung mit 14.470 MW an Stelle 48 in der Welt.

## Wärmekraftwerke
Im Folgenden eine Liste der Wärmekraftwerke in Kolumbien:
| Name             | Leistung in MW | Brennstoff | Status     |
| ---------------- | -------------- | ---------- | ---------- |
| Termobarranquila | 750            | Erdgas     | in Betrieb |
| Termoflores      | 610            | Erdgas     | in Betrieb |
| Termoguajira     | 330            | Kohle      | in Betrieb |
| Termopaipa       | 346            | Kohle      | in Betrieb |
| Termosierra      | 460            | Erdgas     | in Betrieb |

## Wasserkraftwerke
Im Folgenden eine Liste von Wasserkraftwerken in Kolumbien:
| Name           | Leistung in MW | Fluss                  | Status     |
| -------------- | -------------- | ---------------------- | ---------- |
| Alto Anchicayá | 365            | Río Anchicayá          | in Betrieb |
| Betania        | 540            | Río Magdalena          | in Betrieb |
| Chivor         | 1000           | Río Batá (Río Garagoa) | in Betrieb |
| Guatapé        | 560            | Río Nare               | in Betrieb |
| Guavio         | 1213           | Río Guavio             | in Betrieb |
| Ituango        | 2400           | Río Cauca              | im Bau     |
| Jaguas         | 170            | Río Nare               | in Betrieb |
| Miel I         | 396            | Río La Miel            | in Betrieb |
| Porce II       | 405            | Río Porce              | in Betrieb |
| Porce III      | 660            | Río Porce              | in Betrieb |
| Playas         | 201            | Río Guatapé            | in Betrieb |
| San Carlos     | 1240           | Río Guatapé            | in Betrieb |
| Sogamoso       | 820            | Río Sogamoso           | in Betrieb |
| Troneras       | 360            | Río Guadalupe          | in Betrieb |
| Urra           | 340            | Río Sinú               | in Betrieb |

## Windparks
Laut The Wind Power ist in Kolumbien zurzeit (Stand Oktober 2015) ein Windpark erfasst.
| Name      | Leistung in MW | Anzahl | Status     |
| --------- | -------------- | ------ | ---------- |
| Jepírachi | 19,5           | 15     | in Betrieb |